# Стево Марковић
Стево Марковић (Рибник, 7. мај 1930 — Београд, 21. мај 2023) био је официр у саставу Југословенског контигента снага УН током сукоба на Синају 1956–1958. године. У периоду од 1970 до 1972. године обављао функцију команданта 402. Понтонирског батаљона у Шапцу.

## Биографија
Рођен је 7. маја 1930 године у селу Горњи Рибник у Босанској Крајини као треће од седморо деце у браку Остоје и Ваје Марковић. Основну школу завршио у родном селу. Други светски рат доводи до губитка оца који је преминуо од тифуса у партизанима 1943. године, паљевине имања и других разарања. Након рата, 1945. године мајка се са шесторо деце колонизује у село Честерег у Банату. 
Стево се после гимназије коју је похађао у Српској Црњи, опредељује за војни позив, род инжињерија. Након завршне Војне академије у Карловцу службовао је у више места, међу којима Титограду (данашњој Подгорици), Мостару, Осијеку и другим.
Понтонирска чета у чијем је био саставу је представљала део југословенског контигента мировних снага током ратног сукоба Израела и арапских земаља на Синају 1956-1958. године. Током тих догађаја, 18. јуна 1957. године се десио највећи инцидент у коме су учествовале југословенске снаге. Камион са нашим инжењерцима налетео је на мине. Погинуо је војник Ранко Милић из Борче (улица у том насељу носи његово име), 14 војника је рањено. Стево је био контузован експлозијом, након чега је километрима ходао кроз пустињу до суседног контигента индонежанског батаљона који је притекао у помоћ рањенима. 
Највећи део активне војне службе је провео у Шапцу. У овој војној јединици је обављао различите функције. Од 1966. –1970. године је био заменик команданта, да би у периоду јун 1970. – септембар 1972. командовао 402. понтонирским батаљоном. Поред редовних војних задатака, јединица којом је руководила је узела учешћа у изградњи великог броја локалних путева и мостова у Србији и Босни, учествовала у формирању одбрамбених насипа и евакуацији од поплава људи и дивљачи у Јадру и Бачкој, помагала становништву у берби кукуруза и другим активностима. 
Седамдестих година 20. века, са старијим водником Бором Петровићем и групом војника је израдио специјалну понтонирску скелу са које су тешки камиони киповали бетонске елементе и други материјал ради преграђивања Дунава и градње хидроелектрaне Ђердап I. Тада је направљен и Понтонски мост којим се током лета прелази са Земунског кеја на Велико ратно острво и плажу Лидо.
У касарни на Сави, где је био стационар понтонирски батаљон, изграђен је мини саобраћајни полигон са макетама улица, стамбених објекта и семафора (звали су га војнички Дизниленд) где је обављана обука возача војних возила, вежбе минирања и друге активности. Стево је покретач листа Понтонирац који су уређивали, поред војног персонала и војници на одслужењу  војног рока.
Након службовања у Шапцу, 1972. године је прекомандован у Београд где обавља различите одговорне функције. Највише се задржао у Команди  града Београда, да би последње године војне каријере провео у Школи цивилне заштите у Земуну као предавач за одбрану од поплава и других елементарних непогода. Одликован је већим бројем војних одликовања. Пензионисан је 1986. године.